# Barneville-sur-Seine
Barneville-sur-Seine és un municipi francès situat al departament de l'Eure i a la regió de Normandia. L'any 2007 tenia 462 habitants.

## Demografia

### Població
El 2007 la població de fet de Barneville-sur-Seine era de 462 persones. Hi havia 170 famílies, de les quals 32 eren unipersonals (8 homes vivint sols i 24 dones vivint soles), 67 parelles sense fills i 71 parelles amb fills.
La població ha evolucionat segons el següent gràfic:
Habitants censats

### Habitatges
El 2007 hi havia 192 habitatges, 174 eren l'habitatge principal de la família, 15 eren segones residències i 4 estaven desocupats. 184 eren cases i 8 eren apartaments. Dels 174 habitatges principals, 144 estaven ocupats pels seus propietaris, 26 estaven llogats i ocupats pels llogaters i 4 estaven cedits a títol gratuït; 3 tenien una cambra, 4 en tenien dues, 20 en tenien tres, 38 en tenien quatre i 108 en tenien cinc o més. 148 habitatges disposaven pel capbaix d'una plaça de pàrquing. A 54 habitatges hi havia un automòbil i a 105 n'hi havia dos o més.

### Piràmide de població
La piràmide de població per edats i sexe el 2009 era:
| Homes | Edats   | Dones |
| ----- | ------- | ----- |
| 0     | 95 o +  | 0     |
| 0     | 90 a 94 | 0     |
| 0     | 85 a 89 | 0     |
| 0     | 80 a 84 | 4     |
| 4     | 75 a 79 | 8     |
| 4     | 70 a 74 | 0     |
| 4     | 65 a 69 | 4     |
| 12    | 60 a 64 | 16    |
| 24    | 55 a 59 | 8     |
| 24    | 50 a 54 | 12    |
| 12    | 45 a 49 | 40    |
| 20    | 40 a 44 | 16    |
| 0     | 35 a 39 | 8     |
| 24    | 30 a 34 | 16    |
| 16    | 25 a 29 | 16    |
| 12    | 20 a 24 | 4     |
| 28    | 15 a 19 | 12    |
| 20    | 10 a 14 | 12    |
| 8     | 5 a 9   | 0     |
| 4     | 0 a 4   | 4     |

## Economia
El 2007 la població en edat de treballar era de 303 persones, 220 eren actives i 83 eren inactives. De les 220 persones actives 211 estaven ocupades (111 homes i 100 dones) i 9 estaven aturades (4 homes i 5 dones). De les 83 persones inactives 36 estaven jubilades, 24 estaven estudiant i 23 estaven classificades com a «altres inactius».

### Ingressos
El 2009 a Barneville-sur-Seine hi havia 177 unitats fiscals que integraven 473 persones, la mediana anual d'ingressos fiscals per persona era de 19.387 €.

### Activitats econòmiques
Dels 9 establiments que hi havia el 2007, 2 eren d'empreses de fabricació d'altres productes industrials, 5 d'empreses de construcció, 1 d'una empresa d'hostatgeria i restauració i 1 d'una entitat de l'administració pública.
Dels 4 establiments de servei als particulars que hi havia el 2009, 2 eren paletes, 1 guixaire pintor i 1 empresa de construcció.
L'any 2000 a Barneville-sur-Seine hi havia 25 explotacions agrícoles que ocupaven un total de 392 hectàrees.

## Equipaments sanitaris i escolars
El 2009 hi havia una escola elemental integrada dins d'un grup escolar amb les comunes properes formant una escola dispersa.

## Poblacions més properes
El següent diagrama mostra les poblacions més properes.